# Prosopeia tabuensis
El papagayo o coco (Prosopeia tabuensis) es una especie de ave psitaciforme de la familia Psittaculidae endémica de las islas del este de Fiyi, y fue introducido hace siglos en Tonga. Es una de las tres especies de papagayos del género Prosopeia todas ellas nativas de Fiyi.

## Distribución
El papagayo granate es autóctono de las selvas tropicales y los manglares de las islas de Vanua Levu y Taveuni, en el este del archipiélago de Fiyi. Fue introducido en época prehistórica en el sur de Tonga.